# 포르피리아토
포르피리오 디아스 시대(영어: Porfirio Díaz Era), 일명 포르피리아토(Porfiriato)는 멕시코 역사학자인 다니엘 코시오 빌레가스가 정의한 용어로서, 19세기 말에서 20세기 초에 포르피리오 디아스의 군사독재 통치를 받은 시기의 멕시코를 일컫는 말이다. 1876년에 쿠데타로 권력을 잡은 디아스는 멕시코에 적극적인 외국인 투자 유치 및 대외무역 증대와 함께, 이른바 '질서와 진보(스페인어: orden y progreso 오르덴 이 프로그레소[*])' 정책을 추진하여 필요할 경우에는 무력으로 사회적·정치적 질서를 유지하였다. 그의 집권 기간 동안에는 멕시코에 경제적·기술적·사회적·문화적으로 중요한 몇가지 변화가 이루어졌다.
디아스는 1884년에 집권한 이후로 계속해서 재임하여 1910년까지 권력을 유지했지만, 그의 후계자로 낙점된 인물은 없었고 권위적인 군사 독재에 반발하는 세력은 점차 늘어만 갔다. 결국 1910년에 부정 선거에 불만을 품은 소요 사태가 점차 혁명으로 발전하자, 디아스는 사임한 뒤 프랑스로 망명해야 했다. 이후의 멕시코는 10년 간의 내전인 멕시코 혁명을 경험하였다.